# 梅卡尼克斯維爾 (馬里蘭州)
梅卡尼克斯維爾（英語：Mechanicsville）是位於美國馬里蘭州聖瑪麗斯縣的一個普查規定居民點。

## 人口
根據2020年美國人口普查的數據，梅卡尼克斯維爾的面積為13.46平方千米，當中陸地面積為13.44平方千米，而水域面積為0.01平方千米。當地共有人口1673人，而人口密度為每平方千米124.29人。